# Mahamat Djarma Khatir
Mahamat Djarma Khatir, né en 1943 à Abéché, est un homme politique tchadien également appelé Sheikh Aboulanwar, ancien maire de Fort-Lamy et membre du front de libération nationale du Tchad, il s’engage par la suite dans la rébellion armée tchadienne dans le but de renverser Idriss Déby. Il est également enseignant, écrivain et poète.

## Biographie
Il étudie les sciences islamiques et la littérature arabe en autodidacte, puis enseigne l’arabe dans le Salamat dès l’an 1961, à Aboudeia. Il étudie alors le français puis devient instituteur bilingue au lycée franco-arabe d’Abéché. Il s’engage ensuite dans la vie politique et est rapidement nommé vice-président du Mouvement de la Jeunesse de la ville d’Abéché, puis est élu conseiller municipal de la ville.

### Engagement politique
Expulsé par les autorités politiques et administratives qui ne supportent pas ses critiques quant à leur gestion tant politique qu’administrative, il est affecté à Fort-Lamy comme enseignant au lycée et plus tard à Pala dans le Mayo-Kebbi comme Surveillant général. Sur sa demande, il est nommé premier secrétaire de l’Ambassade du Tchad au Soudan en avril 1970 ou il remplit les fonctions du consul.
En 1972, il est élu maire de la ville de Fort-Lamy qu’il rebaptise N’Djamena en 1973. Après la dissolution du PPT-RDA et la création du MNRCS (Mouvement National pour la Révolution Culturelle et Sociale), il devient membre du Conseil Exécutif organe suprême du pays chargé de l'organisation politique. En janvier 1975, alors Maire de N’Djamena, il est soupçonné de complot en vue d’un coup d’État avec les Libyens par le Président François Tombalbaye. Alors qu’il devait être arrêté, le 15 avril 1975 un coup d’État militaire renverse le régime et il se trouve quand même en prison comme détenu politique pendant trois ans.
Libéré de la détention politique en 1978 à la suite de l’accord de Khartoum entre Hissène Habré et Félix Malloum, il rejoint son ami Acyl Ahmat Akhabach en Libye pour créer le Conseil démocratique révolutionnaire (CDR). Après avoir participé activement à la conclusion de l’accord de Lagos, il devient Ministre des travaux publics, mines et géologie en 1979 puis dans le comité intérimaire qui devait procéder à la mise en place du Gouvernement d'Union nationale de transition (GUNT) présidé par Goukouni Oueddei,.

### Le chemin de l’exil
En mars 1980, la seconde bataille de N’Djamena oppose Hissène Habré au reste de la coalition de 9 tendances soutenant ledit gouvernement. Chassé de N’Djamena, Hissène Habré s’empare de la capitale à la tête des FAN (Forces armées du Nord) 2 ans plus tard. Le gouvernement Goukouni Oueddei se retire au nord du Tchad et prend Bardai pour capitale, ayant la reconnaissance de plus de 35 pays sur les 53 qui composent l’OUA. Mahamat Djarma est alors chargé des relations extérieures d’un Conseil national de libération créé en 1982 pour servir d’organe politique au sein du GUNT.
En décembre 1990, le MPS fruit du mouvement du Premier Avril renverse Hissène Habré et annonce sa volonté de démocratiser la vie politique au Tchad. En exil en Libye, il renonce à la lutte armée pour regagner N’Djamena et contribue à la tenue de la Conférence Nationale Souveraine en 1993.
À l’issue de la Conférence Nationale Souveraine, il est élu membre du CST (Conseil Supérieur de Transition) organe législatif, et chargé du suivi des résolutions et différentes orientions de la CNS. Pendant ce temps, en 1993, il est le vice-président de UN (Union Nationale), un parti politique présidé par Mr Abdoulaye Lamana qui avait une audience certaine.
Djarma qui n’approuve pas les fraudes massives des premières consultations électorales tant présidentielles que législatives de 1996 puis de 2001, propose à son parti de suspendre toute activité politique pour ne pas justifier un pouvoir minoritaire aux urnes et majoritaire à l’assemblée. Cette proposition étant refusée par le président du parti, il est suspendu des activités dudit parti et crée ensuite une agence du commerce Import-Export.
Pendant ce temps, le président Deby lui propose plusieurs postes alléchants, voulant le récupérer à l’usure, il le fait nommer président du conseil d’administration de la STEE (La Société tchadienne d’eau et d’électricité) devenue Société Nationale Électricité|
Ensuite soupçonné d’entretenir des rapports avec un mouvement clandestin qui s’agite à N’Djamena, il subit plusieurs tentatives d’enlèvement.
Fondateur et guide spirituel de la confrérie soufie Faydah al Djariyya, branche de la Tidjania, il vit en exil au Soudan puis se rallie en 2005 au Front Uni pour le Changement de Mahamat Nour Abdelkarim. En 2008, il devient membre de l’Union des forces pour le changement et la démocratie de Adouma Hassaballah. En 2022, il est de retour d'exil.
Il est condamné à des travaux forcés et à perpétuité pour "attentats dans le but de détruire ou de changer le régime" du Président Idriss Deby Itno avec trente et un autres membres de la rébellion en 2008 après la bataille de N’Djamena du 2 février.

## Œuvre
Mahamat Djarma est l'auteur de L'élite tchadienne : décomposition ou renouvellement ? (1997).